# 大江公景
大江 公景（おおえ の きんかげ）は、平安時代末期から鎌倉時代初期にかけての貴族・歌人。大江公盛の子。官位は正五位下・隼人正。

## 経歴
久寿2年12月29日（1156年1月23日）に内舎人となり、以後後白河院・高倉院に仕える。建久2年（1191年）に行われた若宮社歌合には「従五位下大和守」として登場する。その後、建久9年（1198年）に後鳥羽院が院政を開始した際には北面武士の1人に加えられた。和歌にも優れており、『千載和歌集』に2首載せられている他、和歌所の歌合にも度々参加している。また、藤原定家とも親交があり、『明月記』には公景がしばしば定家の元を訪問して後鳥羽院の動向について話したことが記されている。
没年については、『勅撰作者部類』は「元久元年（1204年）に至る」とし、『明月記』には同2年2月27日条に彼が「飲水脚病」にかかっていた事が記され、その2年後の承元元年（1207年）4月28日条までその名前が見える。